# محمد صالح الحبيشي
محمد صالح الحبيشي كاتب درامي يمني، تميز بكتابة الأعمال الكوميدية وكون ثلاثي مع المخرج فضل العلفي والممثل عبد الكريم الأشموري.

## أعماله
- مننا فينا مسلسل عرض في رمضان 2009م مع عبد الكريم الأشموري.
- الرهان الخاسر فيلم 2008م بالإضافة إلى عبد الكريم الأشموري وفضل العلفي.
- عيني عينك مسلسل حلقات منفصلة عرض في رمضان 2008م.
- كيني ميني 3  مسلسل حلقات منفصلة عرض في رمضان 2007م.
- كيني ميني 2  مسلسل حلقات منفصلة عرض في رمضان 2006م.
- كيني ميني 1  مسلسل حلقات منفصلة عرض في رمضان 2005م.
- مسلسل حاوي لاوي تم بث المسلسل حصرياً خلال شهر رمضان المبارك 2017م 1438هـ على قناة السعيدة.